# Sphaerellothecium episquamarinae
Sphaerellothecium episquamarinae är en lavart som beskrevs av Etayo 2008. Sphaerellothecium episquamarinae ingår i släktet Sphaerellothecium och familjen Mycosphaerellaceae.   Inga underarter finns listade i Catalogue of Life.